# Kanton Aulnay-sous-Bois
Der Kanton Aulnay-sous-Bois seit 2015 ist ein französischer Wahlkreis im Arrondissement Le Raincy, im Département Seine-Saint-Denis und in der Region Île-de-France. Sein Hauptort ist die gleichnamige Stadt Aulnay-sous-Bois. 

## Gemeinde
Der Kanton Aulnay-sous-Bois ist identisch mit der Gemeinde Aulnay-sous-Bois.